# ノースポート (アラバマ州)

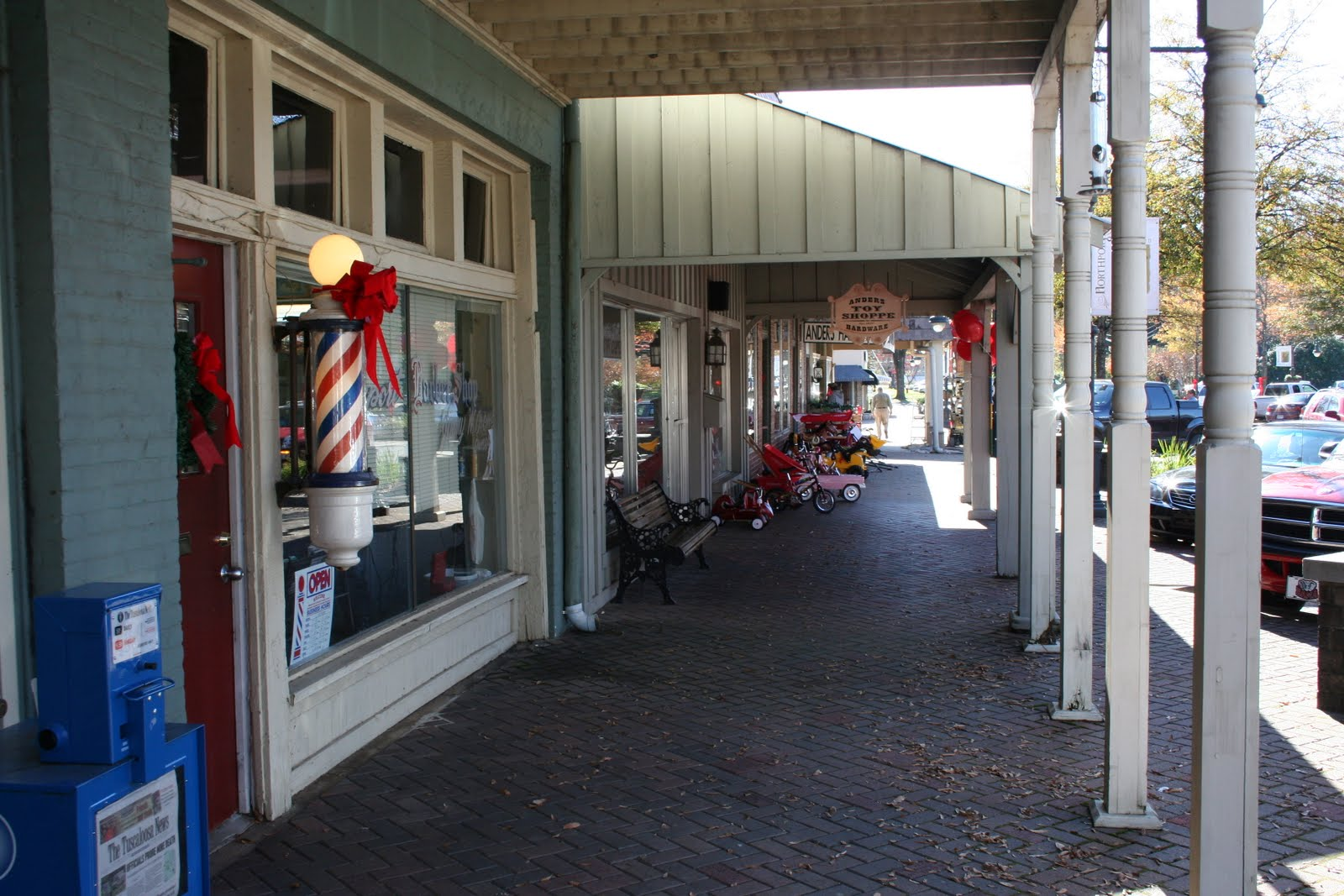
ダウンタウン

ノースポート（Northport）は、アメリカ合衆国アラバマ州のタスカルーサ郡にある都市。人口は3万1125人（2020年）であり、州内では17番目である。1871年に法人化した。

## 地理
ノースポートは北緯33度15分14秒 西経87度35分32秒 / 北緯33.25389度 西経87.59222度に位置する。

タスカルーサ郡内の位置

アメリカ合衆国統計局によると、総面積は38.5 km2 (14.9 mi2) である。このうち37.9 km2 (14.6 mi2) が陸地で、総面積の1.48%にあたる0.6 km2 (0.2 mi2) は水面である。

## 人口動勢
2000年国勢調査で、人口19,435人、7,844世帯、及び5,255家族が住む。人口密度は512.9/km² (1,328.3/mi²) である。224.6/km² (581.6/mi²) の平均的な密度に8,509軒の住宅が建っている。人種構成は白人71.11%、アフリカン・アメリカン26.03%、先住民0.19%、アジア0.80%、太平洋諸島系0.15%、その他の人種1.02%、及び混血0.70%である。人口の1.92%はヒスパニックまたはラテン系である。
住民は24.9%が18歳未満の未成年、18歳以上24歳以下が10.5%、25歳以上44歳以下が29.3%、45歳以上64歳以下が21.3%、及び65歳以上が14.1%にわたっている。中央値年齢は35歳である。女性100人ごとに対して男性は83.9人である。18歳以上の女性100人ごとに対して男性は79.6人である。
世帯ごとの平均的な収入は40,206米ドルであり、家族ごとの平均的な収入は48,673米ドルである。男性は41,008米ドルに対して女性は26,340米ドルの平均的な収入がある。一人当たりの収入 (per capita income) は20,163米ドルである。人口の13.9%及び家族の11.6%は貧困線以下である。全人口のうち18歳未満の20.4%及び65歳以上の10.6%は貧困線以下の生活を送っている。